# Маркирьев, Александр Маркирьевич
Александр Маркирьевич Маркирьев (28 августа 1921 года, деревня Бережок — 21 ноября 2000 года, Красноярск) — командир корабля Ил-18 Красноярского управления гражданской авиации Министерства гражданской авиации СССР. Герой Социалистического Труда (1971).

## Биография
Родился в 1921 году в крестьянской семье в деревне Бережок (сегодня — Хвойнинский район Новгородской области). Обучался в Ленинградском аэроклубе. В 1939 году призван в Красную Армию. Проходил обучение в Ейском военно-морском авиационном училище лётчиков, потом — в Тамбовской военной авиашколе пилотов-бомбардировщиков, которую окончил в 1942 году. Участвовал в Великой Отечественной войне. Воевал правым лётчиком 103-го авиационного бомбардировочного полка, с 1943 года — командир самолёта Ли-2 12-го гвардейского авиационного бомбардировочного полка 7-го авиационного корпуса дальнего действия, затем — 18-й воздушной Армии. Участвовал в обороне Сталинграда и Ленинграда, бомбардировке городов Финляндии и Германии. К началу 1945 года налетал 1245 часов.
После демобилизации с 1947 года работал в Красноярском управлении гражданской авиации. Один из первых командиров самолёта Ил-18. Совершил около 20 тысяч часлв налёта. Коллектив корабля под управлением Александра Маркирьева досрочно выполнил социалистические обязательства и задания Восьмой пятилетки (1966—1970) по перевозке пассажиров авиационном транспортом. 15 июня 1971 года неопубликованным Указом удостоен звания Героя Социалистического Труда неопубликованным Указом Президиума Верховного Совета СССР от 15 июня 1971 года «за выдающиеся успехи в выполнении заданий пятилетнего плана по перевозке пассажиров воздушным транспортом, применению авиации в народном хозяйстве страны и освоении новой авиационной техники» с вручением ордена Ленина и золотой медали Серп и Молот.
После выхода на пенсию проживал в Красноярске. Скончался в ноябре 2000 года. Похоронен на кладбище Бадалыкском кладбище.
Память
Его именем названы Музей авиации Красноярского края и школа № 149 в Красноярске.

## Награды и звания
- Герой Социалистического Труда
- Орден Ленина
- Орден Красного Знамени — дважды (29.02.1944; 06.04.1945)
- Орден Отечественной войны 1 степени — дважды (03.09.1943; 11.03.1985)
- Орден Отечественной войны 2 степени (23.08.1943)
- Медаль «Партизану Отечественной войны» 1 степени (08.02.1944)
- Медаль «За оборону Ленинграда» (22.12.1942)
- Медаль «За оборону Сталинграда»
- Медаль «За взятие Берлина» (09.06.1945)
- Медаль «За победу над Германией в Великой Отечественной войне 1941—1945 гг.» (09.05.1945)
- Отличник Аэрофлота